# Bembrops heterurus
Bembrops heterurus és una espècie de peix de la família dels percòfids i de l'ordre dels perciformes.

## Etimologia
Bembrops prové dels mots grecs bembras, -ados (una mena d'anxova) i ops (aparença), mentre que heterurus deriva probablement de les paraules gregues heteros (diferent) i oura (cua).

## Descripció
Fa 28 cm de llargària màxima, tot i que la seua mida normal és de 20. Els exemplars conservats en alcohol presenten una coloració de groguenc clar a marró groguenc al dors i de marró groguenc clar a marró crema al ventre. 6 espines i 14-15 radis tous a l'aleta dorsal i 16-18 radis tous a l'anal. Lòbul superior de l'aleta caudal allargat en un angle agut. Aletes pectorals moderadament arrodonides. La línia lateral descendeix a poc a poc al llarg de la vora dorsal de les aletes pectorals i es troba separada de l'origen de la primera aleta dorsal per 4-5 fileres d'escates, de l'origen de l'aleta anal per 6-7 i de la inserció d'aquesta darrera aleta per 3-5. Musell relativament curt i amb escates a les àrees laterals i dorsal (incloent-hi la que hi ha al davant dels ulls). La mandíbula superior s'estén per darrere del marge anterior dels ulls, però no arriba a la seua línia mitjana.

## Alimentació
Menja crustacis i peixos. El seu nivell tròfic és de 3,99.

## Depredadors
Al Brasil és depredat per Lophius gastrophysus.

## Hàbitat i distribució geogràfica
És un peix marí i demersal (entre 50 i 400 m de fondària, normalment entre 80 i 200), el qual viu als fons tous de la plataforma continental de l'Atlàntic occidental (des de Rio de Janeiro -el Brasil- fins a l'Uruguai) i a l'Atlàntic oriental (des de Mauritània fins a les aigües septentrionals de Namíbia, incloent-hi Guinea Bissau, la república de Guinea, Sierra Leone, Libèria, la Costa d'Ivori, el Gabon i Angola). Hom sospita que la varietat africana no pertany a la mateixa espècie que la sud-americana, per la qual cosa caldrien estudis més aprofundits per a una millor clarificació taxonòmica.

## Observacions
És inofensiu per als humans.